# Framed
Framed (стилизовано как FRAMED) (с англ. — «обрамлённый») — компьютерная игра в жанре головоломки, вышедшая 12 ноября 2014 года. Разработана компанией Loveshack Entertainment и издана компанией Noodlecake Studios Inc. Первая игра из серии игр FRAMED (вторая — FRAMED 2). Игра доступна на платформах Android, iOS, Windows, macOS и Nintendo Switch.

## Игровой процесс
Игра сделана в стиле 40-50-х годов, и в игре играет оригинальная музыка в стиле джаза.
Главная цель игрока — расставить панели в нужном по логике порядке, чтобы главный герой(может быть и главная героиня, так как в панелях за главного персонажа выступает Шпион в чёрном, Грейс или Лейтенант) до конца уровня не был убит, или же пойман полицейскими. Если игрок допустит ошибку, уровень придётся начинать заново.
С начала игра кажется очень простой, однако после прохождения нескольких уровней, игра становится труднее, и игроку надо потратить время на размышление и запуск самой сцены.
В игре также в некоторых уровнях после прохождения показывается кат-сцена похожая на фильм, из-за чего и игра похожа на фильм.

## Саундтрек
Над саундтреком FRAMED работали композиторы Эйдриан Мур, Лорен Мулларвей, Джей Скарлетт и Сэм Иззо.
20 мая 2016 года вышло официальное видео о выходе покупаемого винила в iam8bit.com, а также для прослушивания в Spotify и iTunes.

## Оценки
FRAMED получил 85 из 100 на metacritic, 7.3(похвально) из 10 на Stopgame.ru, 90 из 100 на Pocket Gamer и 9 из 10 на DarkZero.

## Рецензии и Награды
Награды:
- Победитель — Визуальный дизайн, Indiecade.
- Победитель — Превосходство в дизайне, IGF China.
- Победитель — Лучшая игра, Freeplay Independent Games Festival.
- Победитель — Лучший дизайн, Freeplay Independent Games Festival.
- Победитель — Лучшая предстоящая игра, IMGAwards 2014.
- Победитель — Лучший рассказ, BIG Festival 2014.
- Победитель — Лучшая игра-головоломка, Intel Level Up 2014.
- PAX 10.
- IndieFund Title.
- Финалист — Лучшая игра, AGDA.
- Финалист — Премия доступности, AGDA.
- Финалист — Премия за инновацию, AGDA.
- Финалист — Техническое превосходство, AGDA.
- Финалист — Самая удивительная игра, A MAZE Festival.
- Финалист — SXSW Gaming Awards.
- Финалист — Изобразительное искусство, Freeplay Independent Games Festival.
- Финалист — Рассказ, Freeplay Independent Games Festival.
- Финалист — Техническое превосходство, Freeplay Independent Games Festival.
- Финалист — Чувство чудесной ночи.
- Официальный отбор — BAFTA Внутренняя витрина игр.
- Официальный отбор — PAX Восточная инди витрина.
- Премия Золотые суши — Big Sushi FM.
- Официальный отбор — Eurogamer Indie Games Arcade.
- Официальный отбор — Toronto Comics vs Games Showcase.

Рецензии:
- «I was blown away by Loveshack’s Framed.»(англ. «Я был потрясён Framed-ом от Loveshack.») - Джерри Холкинс (Тишо), Penny Arcade[7].

- «Framed is as unique as it gets.»(англ. «Framed настолько уникален, насколько это возможно.») — Логан Букер, Котаку[8].